# Quartier du Musée Leipzig
 (juin 2023).
 (juin 2023).
 (juin 2023).
La mise en forme du texte ne suit pas les recommandations de Wikipédia : il faut le « wikifier ».
Les points d'amélioration suivants sont les cas les plus fréquents. Le détail des points à revoir est peut-être précisé sur la page de discussion.
- Les titres sont pré-formatés par le logiciel. Ils ne sont ni en capitales, ni en gras.
- Le texte ne doit pas être écrit en capitales (les noms de famille non plus), ni en gras, ni en italique, ni en « petit »…
- Le gras n'est utilisé que pour surligner le titre de l'article dans l'introduction, une seule fois.
- L'italique est rarement utilisé : mots en langue étrangère, titres d'œuvres, noms de bateaux, etc.
- Les citations ne sont pas en italique mais en corps de texte normal. Elles sont entourées par des guillemets français : « et ».
- Les listes à puces sont à éviter, des paragraphes rédigés étant largement préférés. Les tableaux sont à réserver à la présentation de données structurées (résultats, etc.).
- Les appels de note de bas de page (petits chiffres en exposant, introduits par l'outil «  Source ») sont à placer entre la fin de phrase et le point final[comme ça].
- Les liens internes (vers d'autres articles de Wikipédia) sont à choisir avec parcimonie. Créez des liens vers des articles approfondissant le sujet. Les termes génériques sans rapport avec le sujet sont à éviter, ainsi que les répétitions de liens vers un même terme.
- Les liens externes sont à placer uniquement dans une section « Liens externes », à la fin de l'article. Ces liens sont à choisir avec parcimonie suivant les règles définies. Si un lien sert de source à l'article, son insertion dans le texte est à faire par les notes de bas de page.
- La présentation des références doit suivre les conventions bibliographiques. Il est recommandé d'utiliser les modèles {{Ouvrage}}, {{Chapitre}}, {{Article}}, {{Lien web}} et/ou {{Bibliographie}}. Le mode d'édition visuel peut mettre en forme automatiquement les références.
- Insérer une infobox (cadre d'informations à droite) n'est pas obligatoire pour parachever la mise en page.

Pour une aide détaillée, merci de consulter Aide:Wikification.
Si vous pensez que ces points ont été résolus, vous pouvez retirer ce bandeau et améliorer la mise en forme d'un autre article.
Le Quartier du Musée Leipzig (en allemand: Museumsquartier Leipzig) est situé au arrondissement de Mitte à Leipzig et a la taille d'un pâté de maisons. En son centre se trouve le Musée des Beaux-Arts de Leipzig (Museum der bildenden Künste).

## Localisation
Le quartier du musée de Leipzig est bordé par les rues Brühl au nord, Reichsstrasse à l'est, Böttchergäßchen au sud et Katharinenstrasse à l'ouest. Il mesure 105 mètres × 145 mètres. À l'intérieur se trouve le cube de 34 mètres de haut du Musée des Beaux-Arts, achevé en 2004. Le long de la rue, un développement de bloc de périmètre inférieur est présent sur les quatre côtés depuis 2017. Il s'agit de bâtiments résidentiels et commerciaux, d'hôtels et de l'extension du musée d'histoire de la ville de Leipzig (Stadtgeschichtliches Museum). Il y a des passages vers le Musée des Beaux-Arts des quatre côtés, l'entrée principale faisant face à la Katharinenstrasse.

## Histoire
Sur le site de l'actuel quartier du musée se trouvait le quartier Halle du vieux Leipzig. Il a été ainsi nommé en raison de son emplacement derrière l'ancienne de la ville Hallesches Tor, par laquelle passait la route de Halle-sur-Saale. Cette partie du centre-ville de Leipzig a été majoritairement épargnée par les démolitions et les constructions neuves du XIXe siècle et du début du XXe siècle, mais a été durement touchée par le raid aérien sur Leipzig du 4 décembre 1943. Il n'a presque rien subsisté des anciens bâtiments dans ce qui est devenu plus tard le quartier du musée. On peut noter par exemple la disparition de la Lotterhaus de 1549 (la maison de Hieronymus Lotter) au Brühl / coin de Katharinenstraße (en face de la Romanushaus, la maison du maire passé Franz Romanus). Aujourd'hui se trouvent  là les maisons du Bernstein Caré (carée d'ambre), achevé en 2017. Au coin Brühl / Reichsstraße se trouvait le Hollenkamp, une maison de couture achevée en 1906. Le nouveau bâtiment de l'hôtel achevé en 2017 se trouve aujourd'hui à cet emplacement. On peut aussi citer  l'Alter Hof, achevé en 1604,qui se trouvait dans la rue Reichsstraße. Aujourd'hui, le bâtiment annexe du Musée d'histoire de la ville (Stadtgeschichtliches Museum), construit entre 2002 et 2004, se trouve là. Dans la Katharinenstraße - où se trouvent les maisons Döring de l'année 1717 (avec le Café Zimmermann) - voici aujourd'hui le Katharinum, qui a été achevé en 2011. Le Kochs Hof de 1738, qui a également été détruit, et la Maison des Grecs (Griechenhaus) de 1640 étaient situés légèrement à l'extérieur du quartier actuel du musée, à savoir dans la zone où se trouve depuis 1964 le nouveau bloc avec le Milchbar Pinguin. En 1967, la dernière maison Döring a été supprimée et une place en grande partie vacante, la Sachsenplatz, a été construite. Au coin de Brühl et Reichsstraße se trouvait le bâtiment relativement plat de Leipzig-Information (bureau de tourisme de Leipzig).
La nouvelle construction du musée a été décidée en 1996 par le conseil municipal. À cette fin, un atelier de planification eut lieu, au cours duquel la proposition a été faite de construire un nouveau bâtiment pour le Museum der bildenden Künste sur la Sachsenplatz et un développement d'un pâté de maisons rectangulaire. Ce dernier a été par la suite souvent qualifié d'aménagement angulaire car il est interrompu en son milieu par des passages et ressemble donc à un angle aux quatre coins de rue sur le plan.

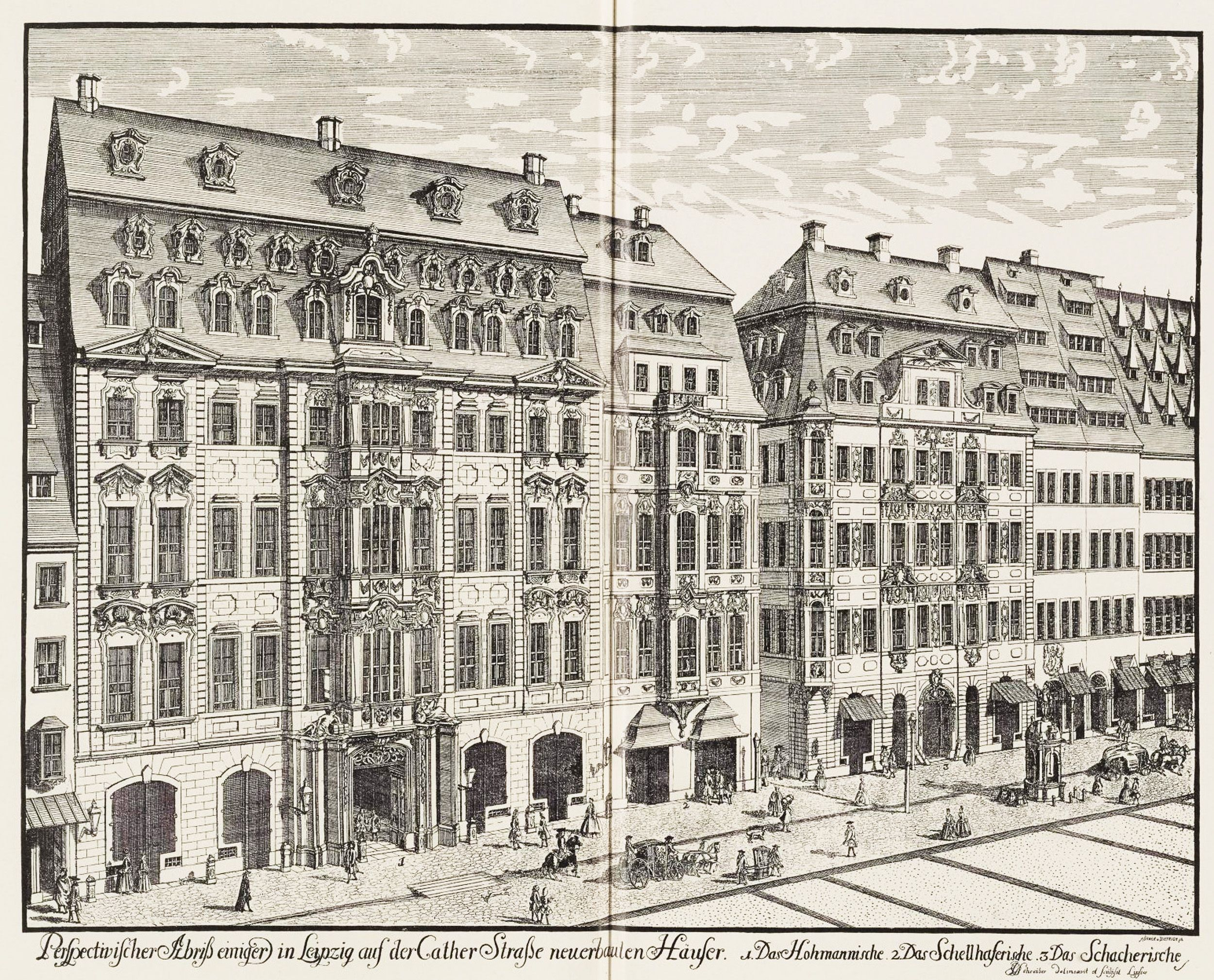
Café Zimmermann (1720)
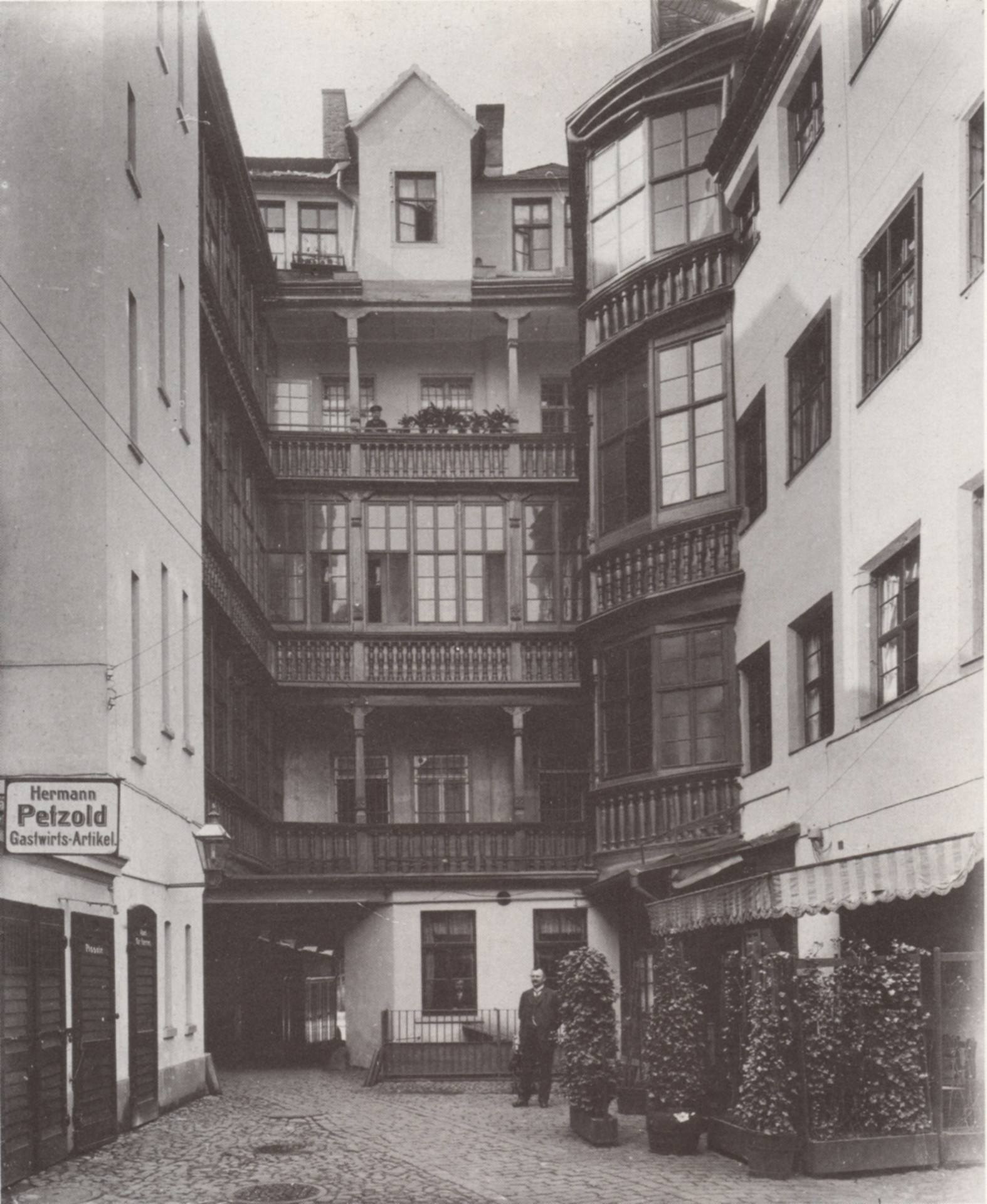
Maison des Grecs 1890
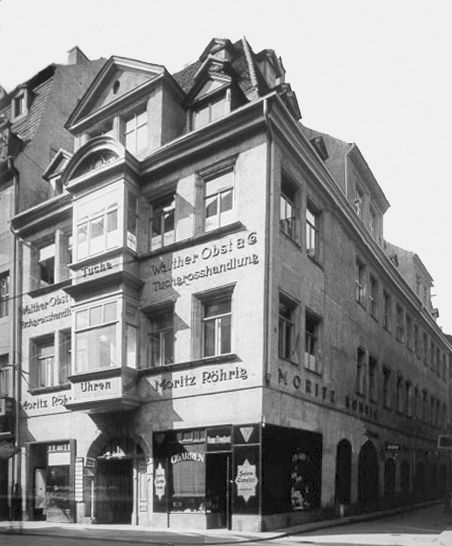
Alter Hof 1900
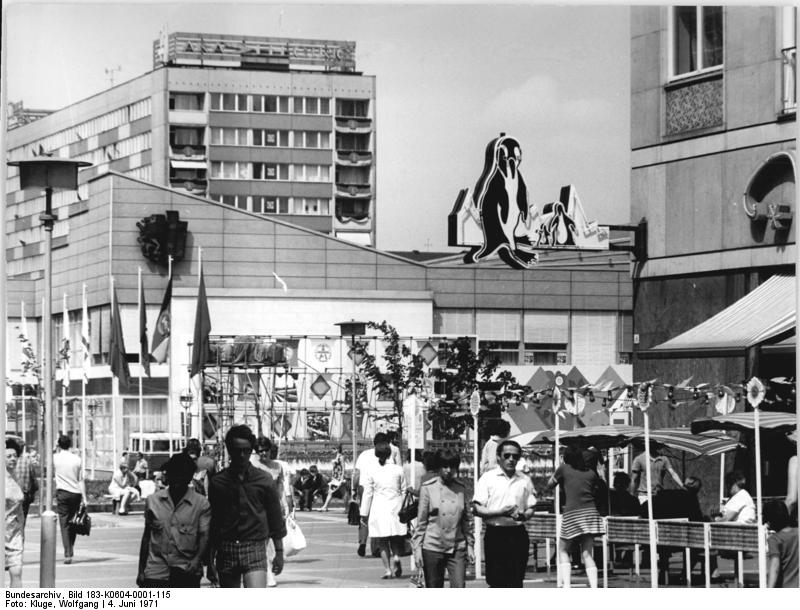
Sachsenplatz 1971
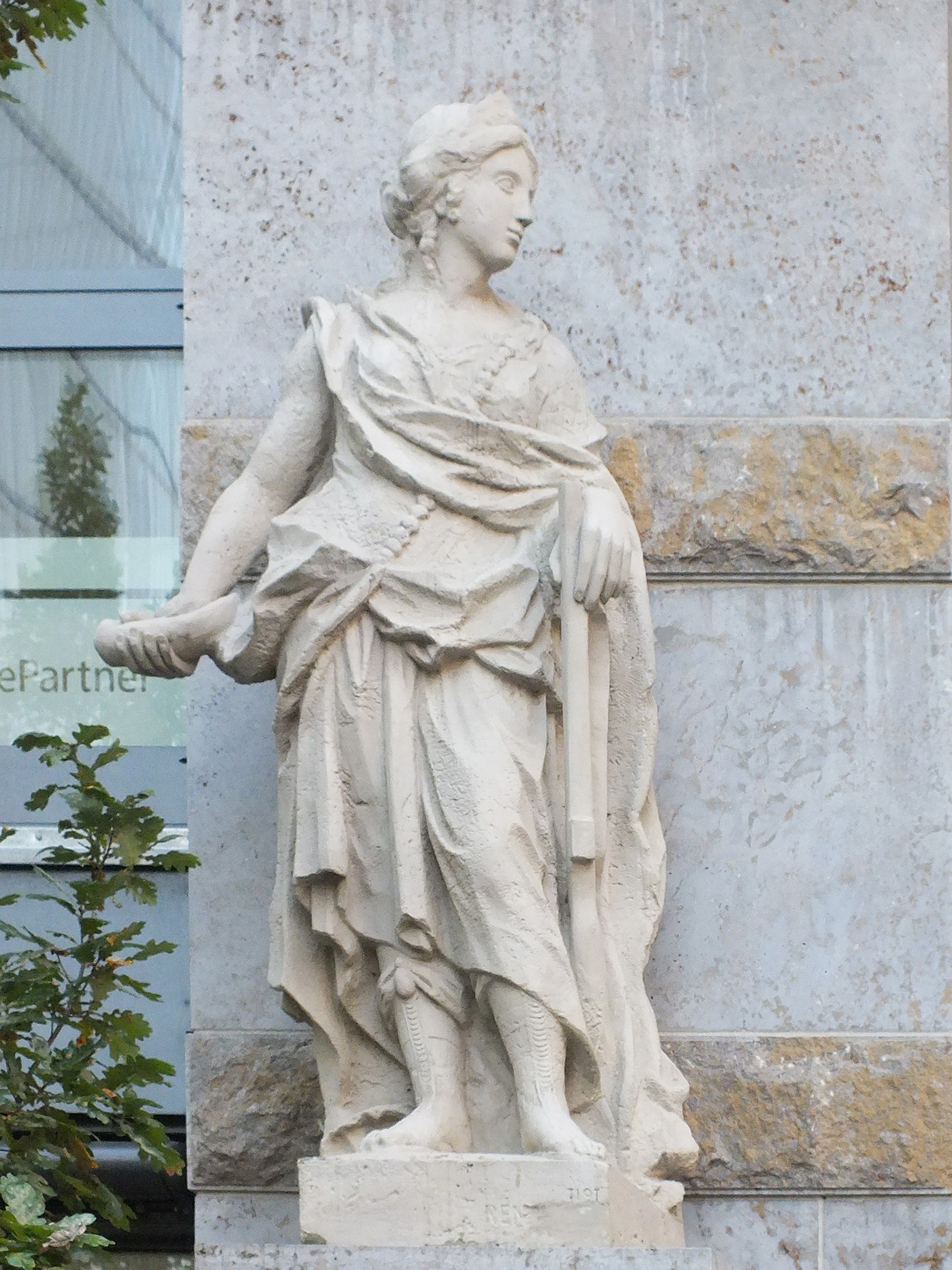
Gauche sculpture restaurée de Johannes Hartmann
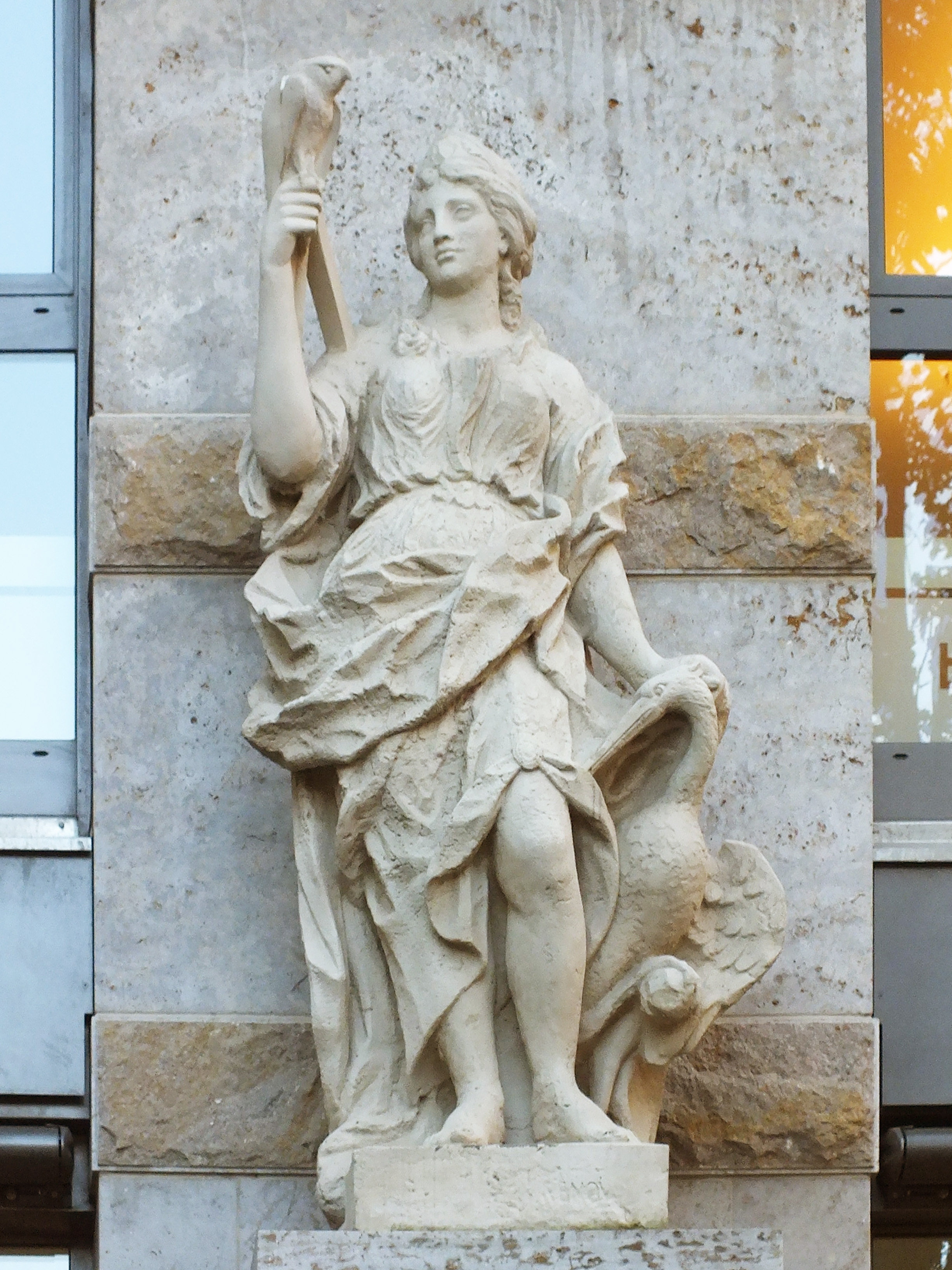
Droite sculpture restaurée de Johannes Hartmann

## Construction du quartier du musée
Les fouilles archéologiques ont commencé en 1999, et en 2000 la première pierre a été posée pour le Museum der bildenden Künste. Le nouveau bâtiment du musée a été inauguré le 4 décembre 2004, exactement 61 ans après la destruction du musée municipal sur Augustusplatz et le développement d'avant-guerre sur le nouveau site. Le nouveau bâtiment cubique du musée a coûté 74,5 millions d'euros. La conception des architectes Karl Hufnagel, Peter Pütz et Michael Rafaelian a été sélectionnée à la suite d'un concours de réalisation à l'échelle européenne avec 532 soumissions.
Le soi-disant développement angulaire ne devait pas être construit par la ville, mais par des constructeurs privés à qui la ville voulait vendre le terrain. À cette époque, cependant, il n'y avait pas de demande sur le marché immobilier, de sorte que seule l'extension du Stadtgeschichtliches Museum, qui a été réalisée par le LESG (une societé qui appartient à la ville), a été construite à temps dans les années 2002 à 2004. La conception de ce bâtiment, avec une façade en porphyre rouge de Rochlitz (une pierre naturelle plus communément vue à Leipzig, comme à proximité l'ancien hôtel de ville au Markt) vient des architectes Prof. Ulrich Coersmeier et du bureau d'architecture Ilg Friebe Nauber, Cologne et Leipzig. Ce premier angle a été raccourci. Il n'a été achevé qu'en 2015 et 2016 avec un immeuble résidentiel et commercial, la maison Aderholt, sur la Reichsstraße.
Le bâtiment résidentiel et commercial Katharinum (conception: Gregor Fuchshuber, Leipzig) au coin de Böttchergäßchen et Katharinenstrasse a été achevé le 6 mai 2011 en tant que deuxième développement d'angle. Deux sculptures restaurées de Johannes Hartmann ont été intégrées à la façade du bâtiment d'angle de la Katharinenstraße. Selon Sebastian Ringel, elles proviennent de la maison Jöcher, qui a été détruite pendant la guerre, à côté du Kochs Hof, également détruit et mentionné ci-dessus,. Le bureau du tourisme de Leipzig est depuis revenu à son ancien emplacement.
Dans la zone nord du Museumsquartier, la construction a pris un peu plus de temps. Bien que deux bâtiments d'hôtel dans la zone Brühl / Reichsstraße aient été bientôt en discussion, des fouilles archéologiques (2014) ont également dû être effectuées ici. Avec le complexe hôtelier Ibis (angle Brühl/Reichsstraße, ouverture 2017) et le Bernstein Carré (bâtiment commercial et résidentiel, angle Brühl/Katharinenstraße, inauguration 2017), les derniers immeubles d'angle du Quartier du Musée ont été réalisés.

## Effet spatial
Le parallélépipède du « Museum der bildenden Künste » était initialement un solitaire. L'effet spatial espéré par le jury du concours dans les années 1990 ne se matérialise que lorsque le Quartier du Musée est terminé. Le musée est protégé du bruit et de l'agitation de la ville par les bâtiments environnants. Il est entouré d'une cour paisible plantée d'arbres élancés. L'idée des architectes était que la ville ne devait être vue que comme un flou laiteux depuis l'intérieur du musée.

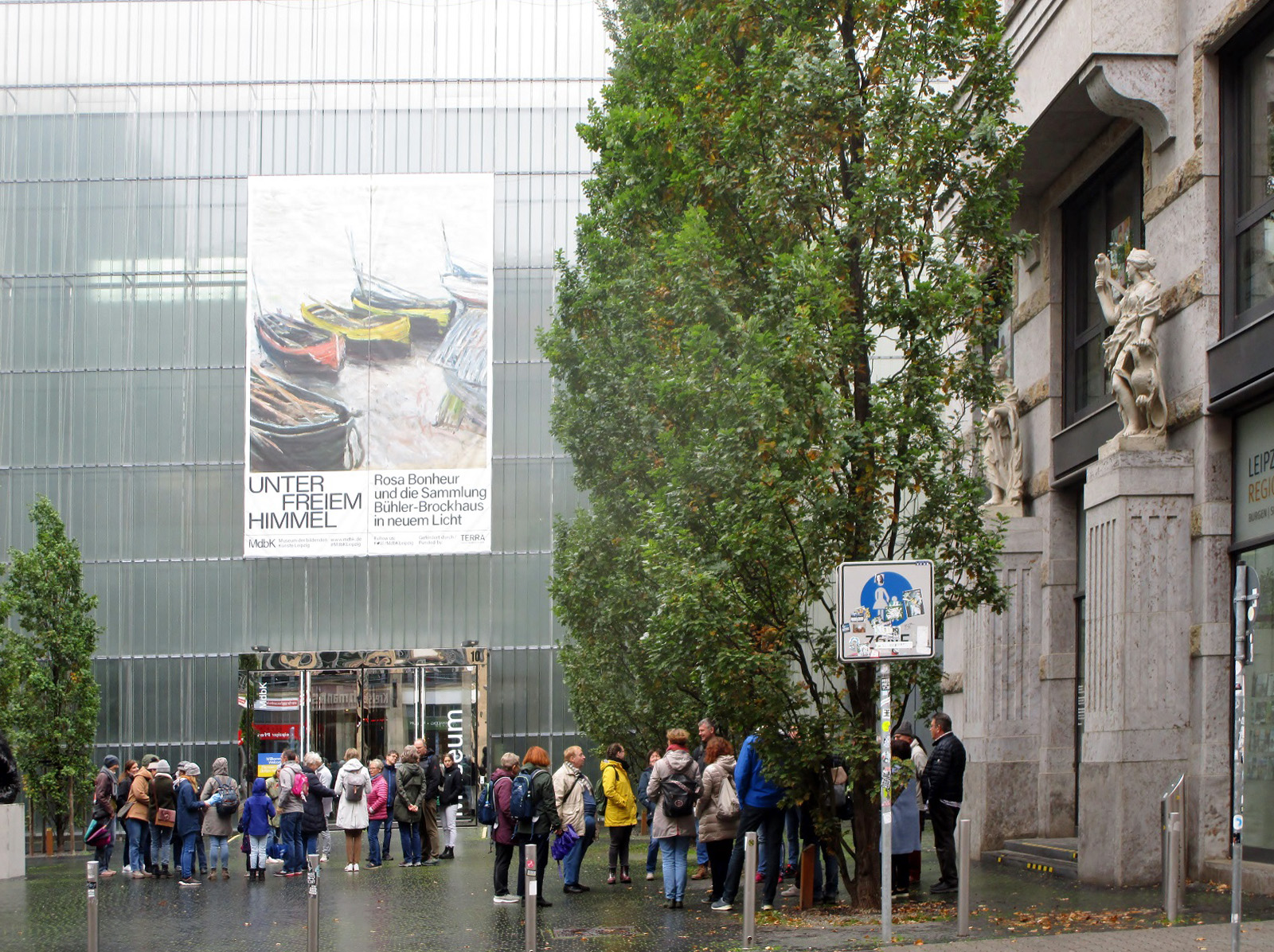
Entrée principale du musée, à droite le Katharinum
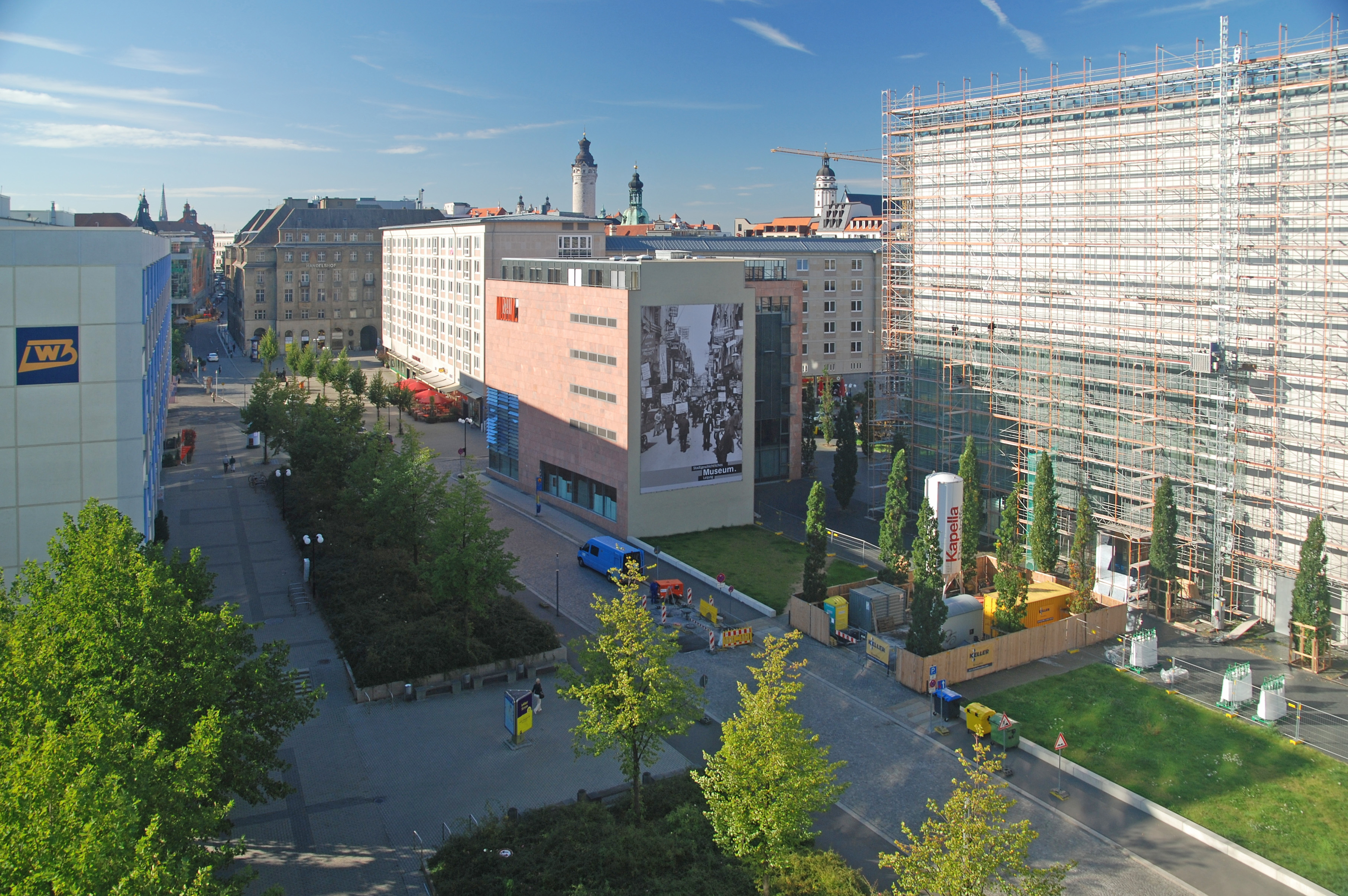
2007, lorsque seul le Stadtgeschichtliches Museum se tenait du développement périphérique
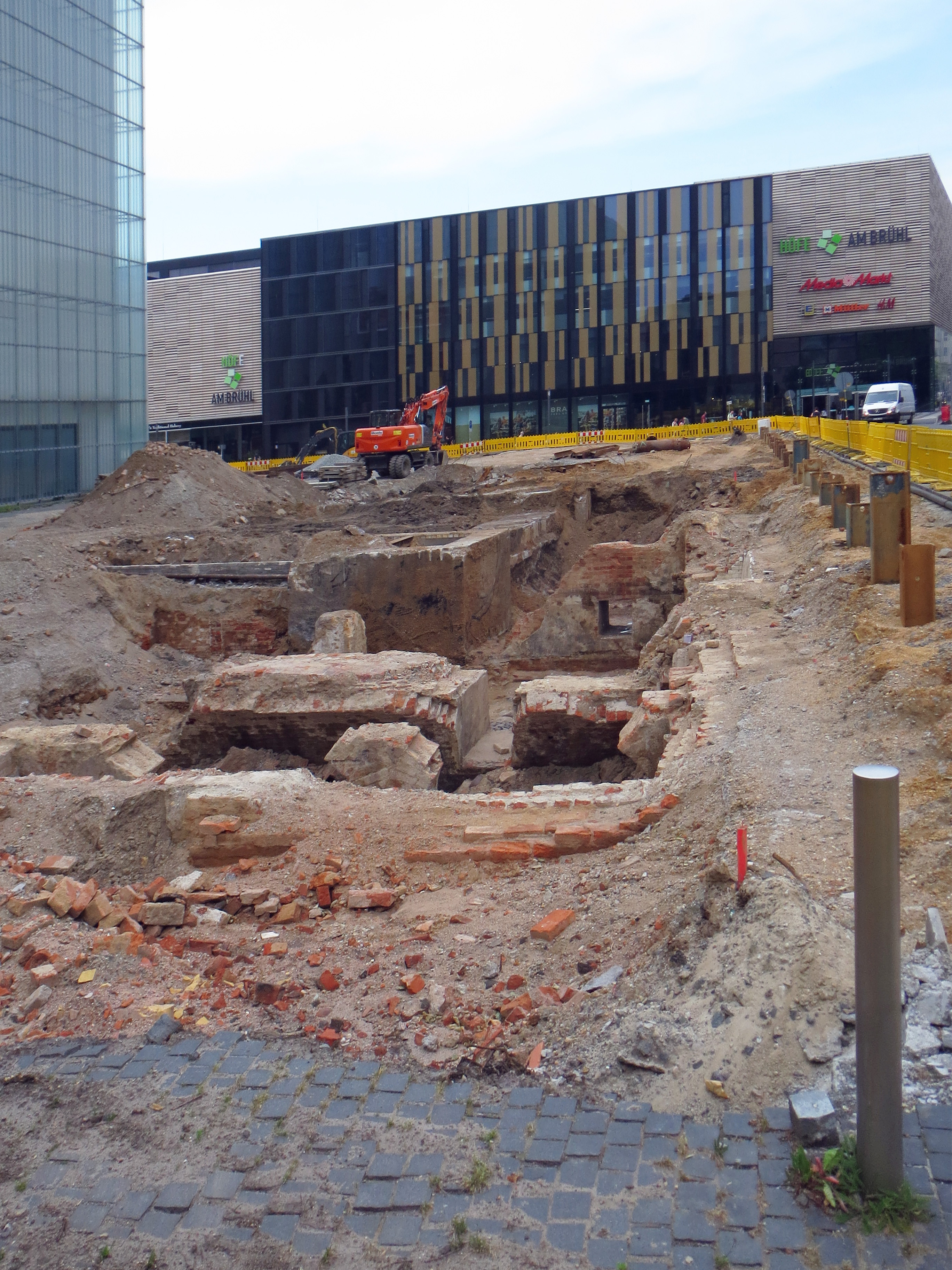
Fouilles en 2014 avec vue sur le Brühl
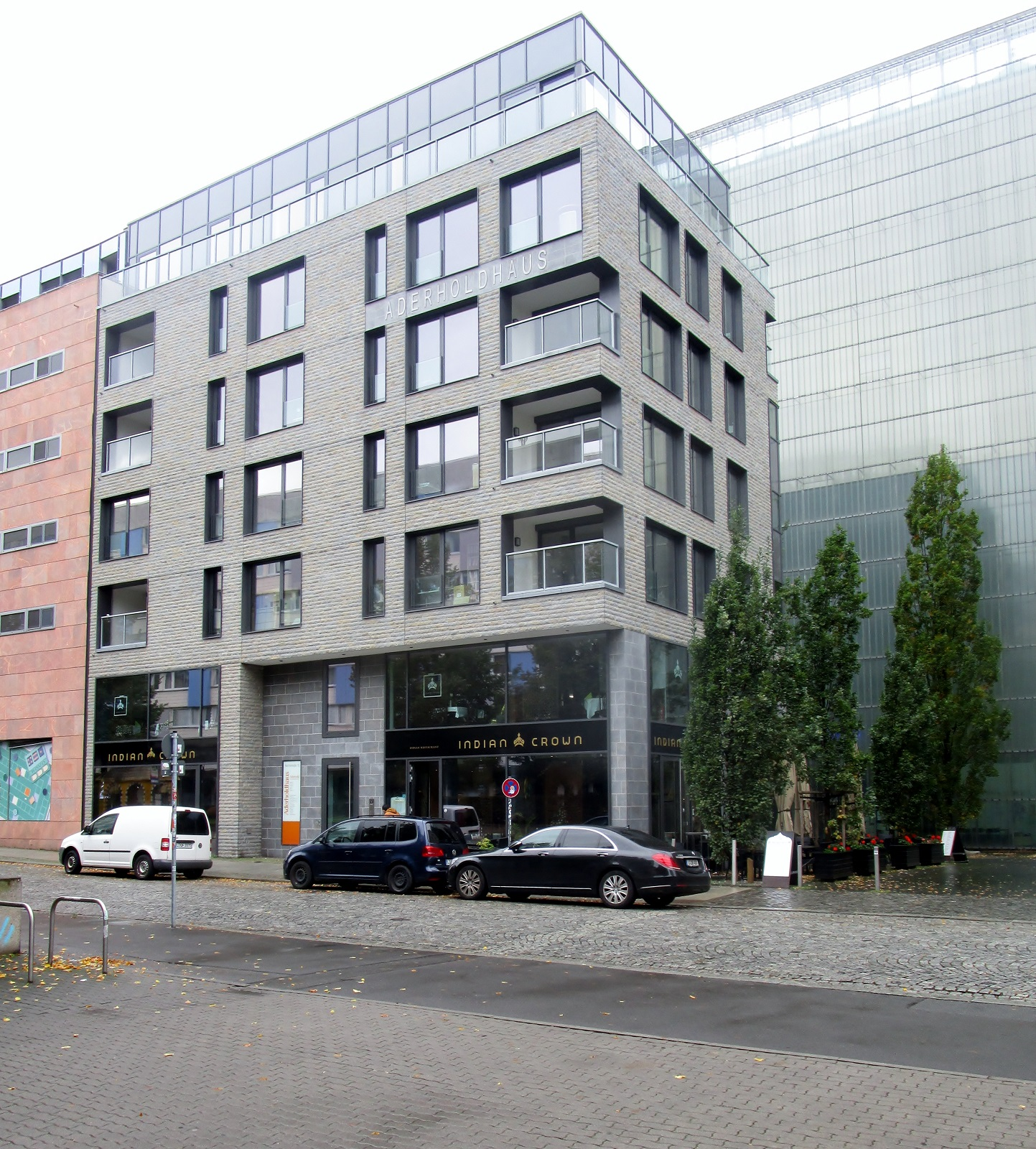
Reichsstrasse Maison Aderhold
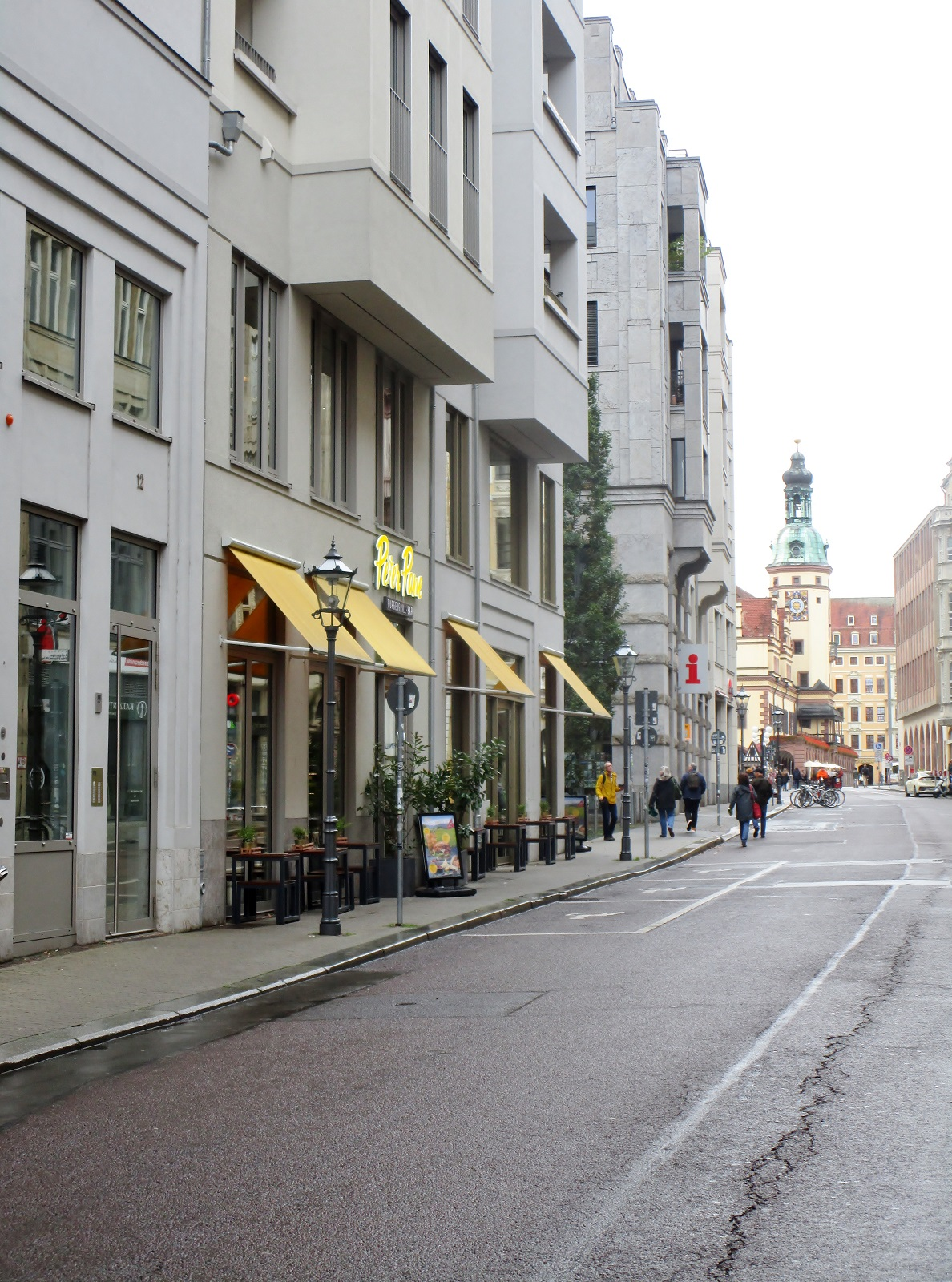
Quartier du musée sur la Katharinenstrasse
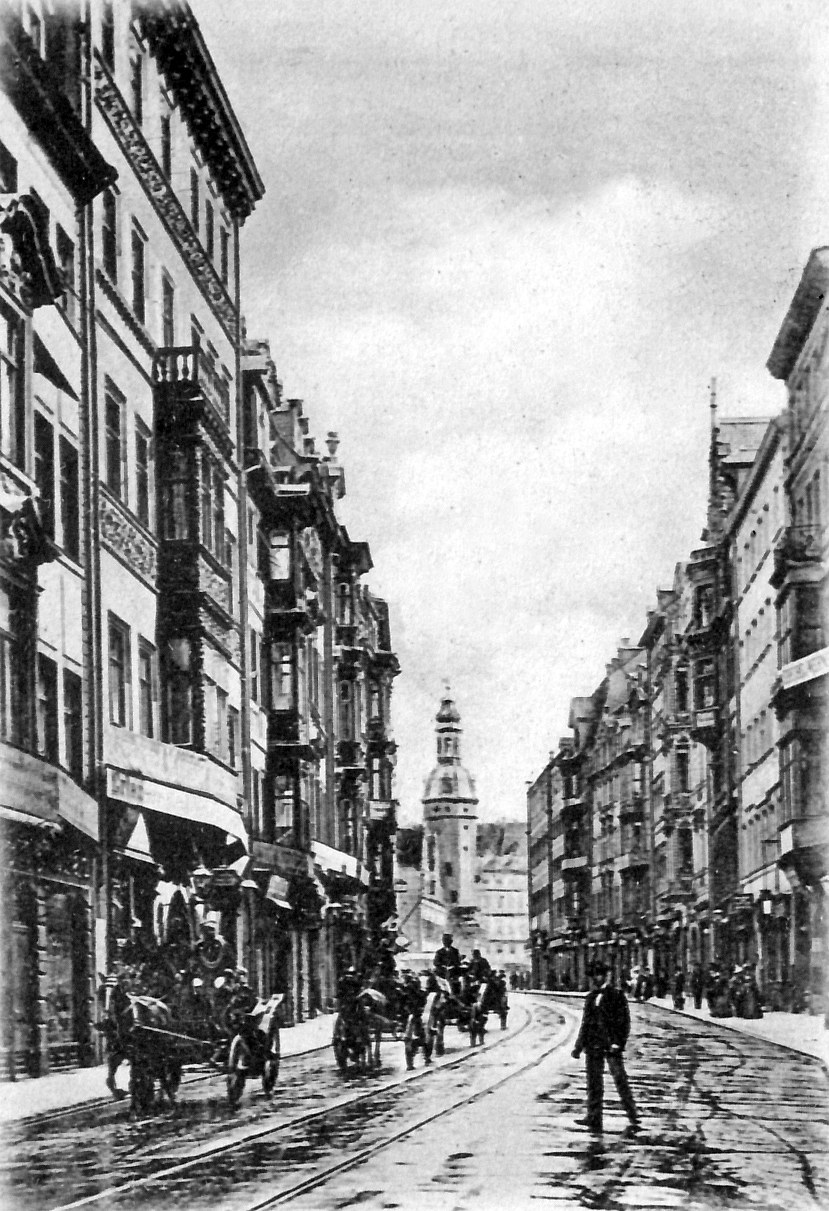
Le même look en 1902
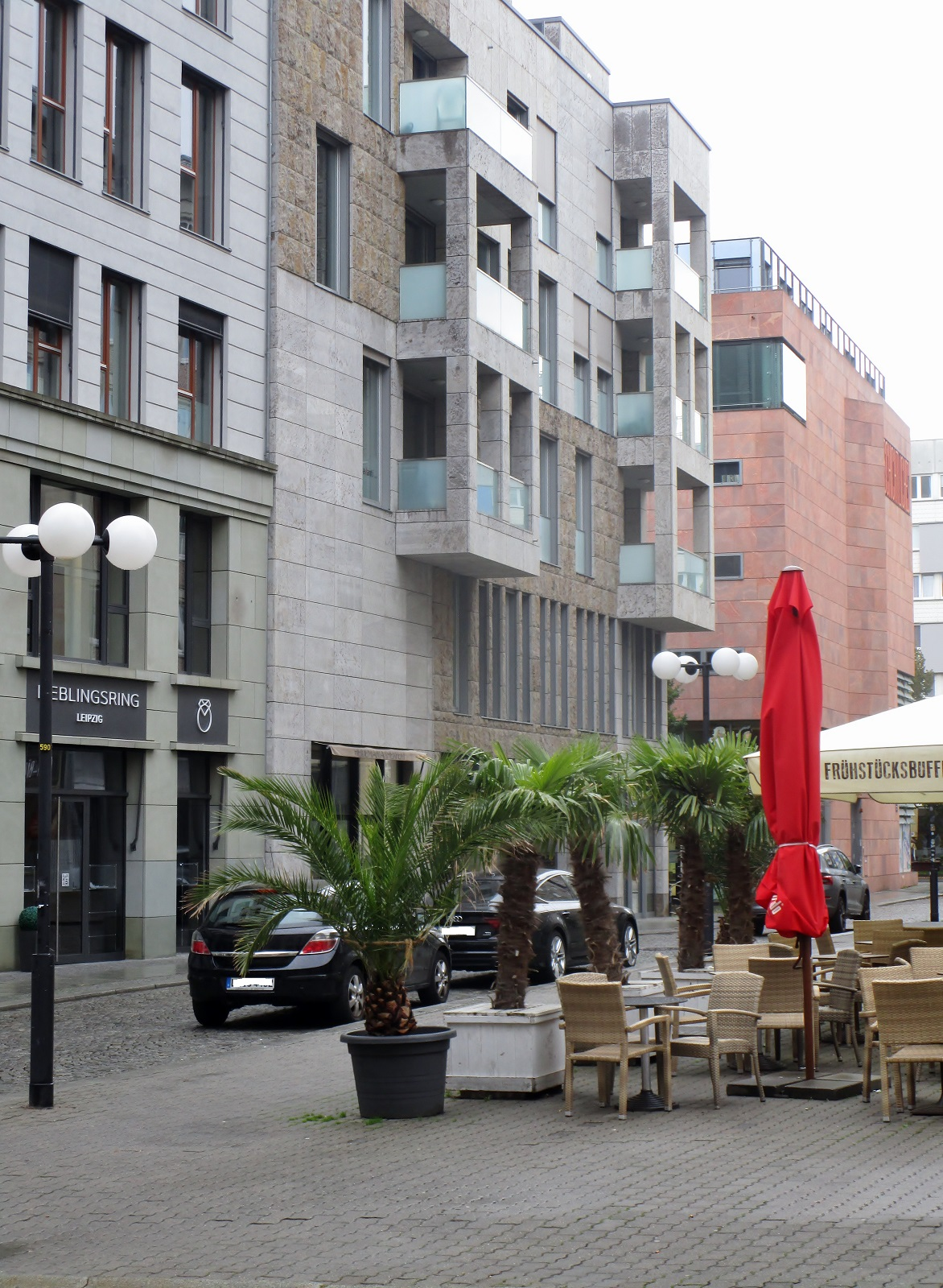
Quartier du musée de Böttchergäßchen

## A ne pas confondre
Leipzig possède également un autre complexe muséal, avec lequel le quartier du musée décrit ici ne doit pas être confondu. Il s'agit du Musée Grassi (Grassi Museum). Aujourd'hui, cela fait référence à un complexe de bâtiments sur la Johannisplatz à Leipzig qui abrite le Grassi Museum für angewandte Kunst (Musée des arts appliqués), le Musée Grassi d'ethnologie et le Musée des instruments de musique de l'université de Leipzig.

## Divers
Le décor du roman Dans le magasin de M. Lublin de l'auteur israélien Samuel Joseph Agnon (1888-1970, prix Nobel de littérature 1966) se trouve dans la zone sud de l'actuel quartier du musée.